# Marius Wolf
Marius Wolf (* 27. května 1995) je německý fotbalista, který hraje jako obránce za FC Augsburg a německou reprezentaci.

## Klubová kariéra
Ve 2. německé lize debutoval dne 26. října 2014 proti Braunschweigu za TSV 1860 München. Dne 21. února 2015 vstřelil svůj první gól, proti FC St. Pauli. Dne 8. ledna 2016 přestoupil do Hannoveru 96.
V lednu 2017 by poslán na hostování do Frankfurtu.
Dne 28. května 2018 přestoupil do Borussie Dortmund, podepsal pětiletou smlouvu. Dne 18. září debutoval v Lize mistrů proti Club Brugge.
Dne 2. září 2019 byl poslán na hostování do Herthy. Dne 2. října 2020 byl poslán na hostování do 1. FC Köln. Dne 18. května 2024 Borussia Dortmund oznámila, že Wolf po sezóně klub opustí. 
Dne 8. srpna 2024 podepsal Wolf tříletou smlouvu s Augsburgem.

## Reprezentační kariéra
V listopadu 2015 odehrál zápas za Německo do 20 let.
Dne 17. března 2023 byl poprvé povolán do seniorské reprezentace.